# Bubopsis costai
Bubopsis costai är en insektsart som beskrevs av Navás 1912. Bubopsis costai ingår i släktet Bubopsis och familjen fjärilsländor. Inga underarter finns listade i Catalogue of Life.